# Powiat Rychnov nad Kněžnou
Powiat Rychnov nad Kněžnou (czes. Okres Rychnov nad Kněžnou) – powiat w Czechach, w kraju hradeckim.
Jego siedziba znajduje się w mieście Rychnov nad Kněžnou. Powierzchnia powiatu wynosi 997,77 km², zamieszkuje go 79 010 osób (gęstość zaludnienia wynosi 79,25 mieszkańców na 1 km²). Powiat ten liczy 83 miejscowości, w tym 9 miast.
Od 1 stycznia 2003 powiaty nie są już jednostką podziału administracyjnego Czech. Podział na powiaty zachowały jednak sądy, policja i niektóre inne urzędy państwowe. Został on również zachowany dla celów statystycznych.

## Struktura powierzchni
Według danych z 31 grudnia 2003 powiat ma obszar 997,77 km², w tym:
- użytki rolne – 54,34%, w tym 62,01% gruntów ornych
- inne – 45,66%, w tym 81,82% lasów
- liczba gospodarstw rolnych: 774

## Demografia
Dane z 31 grudnia 2003:
| Opis        | Ogółem | Kobiety       | Mężczyźni     |
| ----------- | ------ | ------------- | ------------- |
| populacja   | 79 010 | 40 301 51,01% | 38 709 48,99% |
| średni wiek | 38,5   | 40,71         | 37,61         |

- gęstość zaludnienia: 79,25 mieszk./km²
- 58,18% ludności powiatu mieszka w miastach.

## Zatrudnienie
| Mieszkańcy ze stałym zatrudnieniem | 17 247       |
| Średnia pensja miesięczna          | 14 724 koron |
| Bezrobotni                         | 2680         |
| Stopa bezrobocia                   | 6,81%        |

## Szkolnictwo
W powiecie Rychnov nad Kněžnou działają:
| Rodzaj szkoły                   | Liczba szkół |
| ------------------------------- | ------------ |
| Przedszkola                     | 54           |
| Szkoły podstawowe               | 52           |
| Gimnazja                        | 2            |
| Szkoły średnie techniczne       | 5            |
| Szkoły średnie ogólnokształcące | 3            |
| Szkoły wyższe                   | 2            |

## Służba zdrowia
| Lekarze                               | 232 |
| Szpitale                              | 2   |
| Specjalistyczne ośrodki terapeutyczne | 1   |
| Gabinety dentystyczne                 | 39  |
| Apteki                                | 22  |

## Miejscowości

### Miasta
Borohrádek, Dobruška, Kostelec nad Orlicí, Opočno, Rokytnice v Orlických horách, Rychnov nad Kněžnou, Solnice, Týniště nad Orlicí, Vamberk.

### Gminy wiejskie
Albrechtice nad Orlicí, Bačetín, Bartošovice v Orlických horách, Bílý Újezd, Bohdašín, Bolehošť, Borovnice, Bystré, Byzhradec, Častolovice, Čermná nad Orlicí, Černíkovice, České Meziříčí, Čestice, Deštné v Orlických horách, Dobré, Dobřany, Doudleby nad Orlicí, Hřibiny-Ledská, Chleny, Chlístov, Jahodov, Janov, Javornice, Kostelecké Horky, Kounov, Králova Lhota, Krchleby, Kvasiny, Lhoty u Potštejna, Libel, Liberk, Lično, Lípa nad Orlicí, Lukavice, Lupenice, Mokré, Nová Ves, Očelice, Ohnišov, Olešnice v Orlických horách, Orlické Záhoří, Osečnice, Pěčín, Podbřezí, Pohoří, Polom, Potštejn, Proruby, Přepychy, Rohenice, Rybná nad Zdobnicí, Říčky v Orlických horách, Sedloňov, Semechnice, Skuhrov nad Bělou, Slatina nad Zdobnicí, Sněžné, Svídnice, Synkov-Slemeno, Trnov, Třebešov, Tutleky, Val, Voděrady, Vrbice, Záměl, Zdelov, Zdobnice, Žďár nad Orlicí.